# Insurgente
L’Insurgente est une frégate construite en 1791 pour la marine française. Après de nombreux combats, elle sera capturée en 1799 par l'USS Constellation avant d'être intégrée à l'United States Navy.

## Histoire
Le 9 février 1799, l'Insurgente est capturée par le capitaine Thomas Truxtun commandant l'USS Constellation, après une course-poursuite d'une heure et quart au large de l'île de Niévès dans le nord des petites Antilles. Considérée comme une prise de la quasi-guerre, l'Insurgente est rachetée par la United States Navy et y entre en service en tant que USS Insurgent, sous le commandement du capitaine Alexander Murray.
L'année suivante, après son départ d'Hampton Roads le 8 août 1800, l'USS Insurgent disparaît corps et biens après qu'une grosse tempête a frappé les Caraïbes le 20 septembre 1800.